# L'altra metà del cielo (balletto)
L'altra metà del cielo è un balletto del XXI secolo di Martha Clarke. Sei solisti ed il corpo di ballo danzano sulle note di alcune tra le più famose canzoni di Vasco Rossi dedicate alle donne, tutte orchestrate per l'occasione da Celso Valli e registrate nell'omonimo album L'altra metà del cielo.
La prima rappresentazione, prevista per il 31 marzo 2012, non ha avuto luogo a causa di uno sciopero indetto dalla Segreteria Territoriale e RSA SLC - CGIL. La prima occasione per vedere questa nuova produzione del Teatro alla Scala è stata dunque la prima delle sette repliche, il 3 aprile 2012.
La seconda produzione è stata la prima di sette repliche il 6 settembre 2013.

## Soggetto
Vasco Rossi, cui è stata affidata la drammaturgia del balletto, ha scelto tredici canzoni per rappresentare tre diverse figure femminili in quattro momenti della loro vita:
1. L'adolescenza
2. La maturità
3. La crescita
4. L'abbandono

Le tre donne (Albachiara, Susanna e Silvia) attraverso le quattro trasformazioni assumono nomi diversi che ne determineranno carattere e destino.
La sognatrice Albachiara diventa Anima fragile di fronte al falso amore dell'infedele Claudio, quindi Incredibile romantica (l'unico brano danzato en pointe) ed infine Jenny, donna tradita dai suoi sogni e dalle sue illusioni, arrivando alla follia e ritirandosi nel silenzio e nel sonno.

La giovane Silvia, indipendente e combattiva in Brava e Brava Giulia, si realizza in ultimo come donna e madre in Laura.

Susanna, sfacciata e innamorata in Gabri, viene Delusa dall'amore di Mario, un produttore televisivo, ma anche da se stessa, non riuscendo a superare un provino per entrare nel corpo di ballo di un programma TV. La sua vicenda si conclude con Sally, una donna consapevole e sola, orgogliosa e delusa ma sempre indomita.
Questo viaggio nell'universo femminile, si conclude con la canzone Un senso che vede in scena le tre donne e tutto il corpo di ballo.

## Coreografia
(Martha Clarke)
Martha Clarke ha inoltre dichiarato di usare i danzatori come attori perché via via sono sempre più attratta dagli aspetti teatrali della danza: primo focus è raccontare la storia, trovare il cuore e la sensibilità del personaggio e lavorare per immagini, e verso una semplicità che spesso è più potente ed eloquente.

## Interpreti originali
Interpreti al Teatro alla Scala, stagione 2011-2012, primo cast (31 marzo, 3, 4, 5 aprile):
- Albachiara: Sabrina Brazzo
- Susanna: Beatrice Carbone
- Silvia: Stefania Ballone
- Claudio: Andrea Volpintesta
- Mario: Anonio Sutera
- Fabio: Matteo Gavazzi

Secondo Cast (6, 7, 11, 13 aprile):
- Albachiara: Petra Conti
- Susanna: Emanuela Montanari
- Silvia: Serena Sarnataro
- Claudio: Eris Nezha
- Mario: Gabriele Corrado
- Fabio: Fabio Saglibene

Scene di Robert Israel. Costumi di Nanà Cecchi. Luci di Christopher Akerlind e Marco Filibeck. Video (ridotti per volontà della coreografa) di Stefano Salvati.